# Anatolij Bukrejev
Anatolij Nikolajevič Bukrejev (16. ledna 1958 Korkino – 25. prosince 1997 Annapurna) byl kazachstánský horolezec ruského původu. Zdolal 10 ze 14 osmitisícovek, některé novou cestou; celkem osmnáctkrát dokázal vylézt na vrchol převyšující 8000 metrů. Ve známost vešel zejména roku 1996 při tragédii na Mount Everestu, když zachránil život několika horolezcům. Zahynul následujícího roku, pár týdnů před svými 40. narozeninami, pod lavinou během zimní výpravy na Annapurnu.

## Mládí
Bukrejev se narodil ve městě Korkino v Čeljabinské oblasti. V roce 1975 dokončil střední školu a nastoupil na univerzitu v Čeljabinsku, kde studoval fyziku a roku 1979 získal titul bakaláře věd. Ve stejném roce získal také licenci na trenéra běžeckého lyžování. Krátce poté ho začalo zajímat horolezectví, a proto se přestěhoval do kazašského velkoměsta Alma-Aty nacházejícího se poblíž pohoří Ťan-šan. Od roku 1985 byl členem národního sovětského horolezeckého týmu a po rozpadu Sovětského svazu přijal státní občanství nově vzniklého Kazachstánu.

## Horolezecké úspěchy
S vysokohorským lezením začal Bukrejev v roce 1987, kdy zdolal Pik Lenina. Za dva roky vystoupil novou cestou na svou první osmitisícovku Kančendžengu a o 14 dní později přešel jako první všechny 4 vrcholy Kančendžengy měřící více než 8000 metrů. Roku 1991 zdolal jako člen první kazašské himálajské expedice novou cestou v západní stěně Dhaulágirí a na podzim tohoto roku stanul poprvé také na vrcholu Mount Everestu, kam pak během života vylezl ještě třikrát.  

V roce 1995 se vrátil na Dhaulágirí, kde vytvořil nový rychlostní rekord – ze základního tábora vystoupil na vrchol za 17 hodin a 15 minut. O rok později se účastnil expedice na Lhoce a Mount Everest, kde ve výšce okolo 8000 metrů zachránil před umrznutím 3 horolezce. Za tento výkon byl odměněn americkým horolezeckým svazem cenou Davida Sowlese, zároveň byl ale obviňován Jonem Krakauerem, který se událostí také účastnil, z předchozího nezodpovědného chování. 

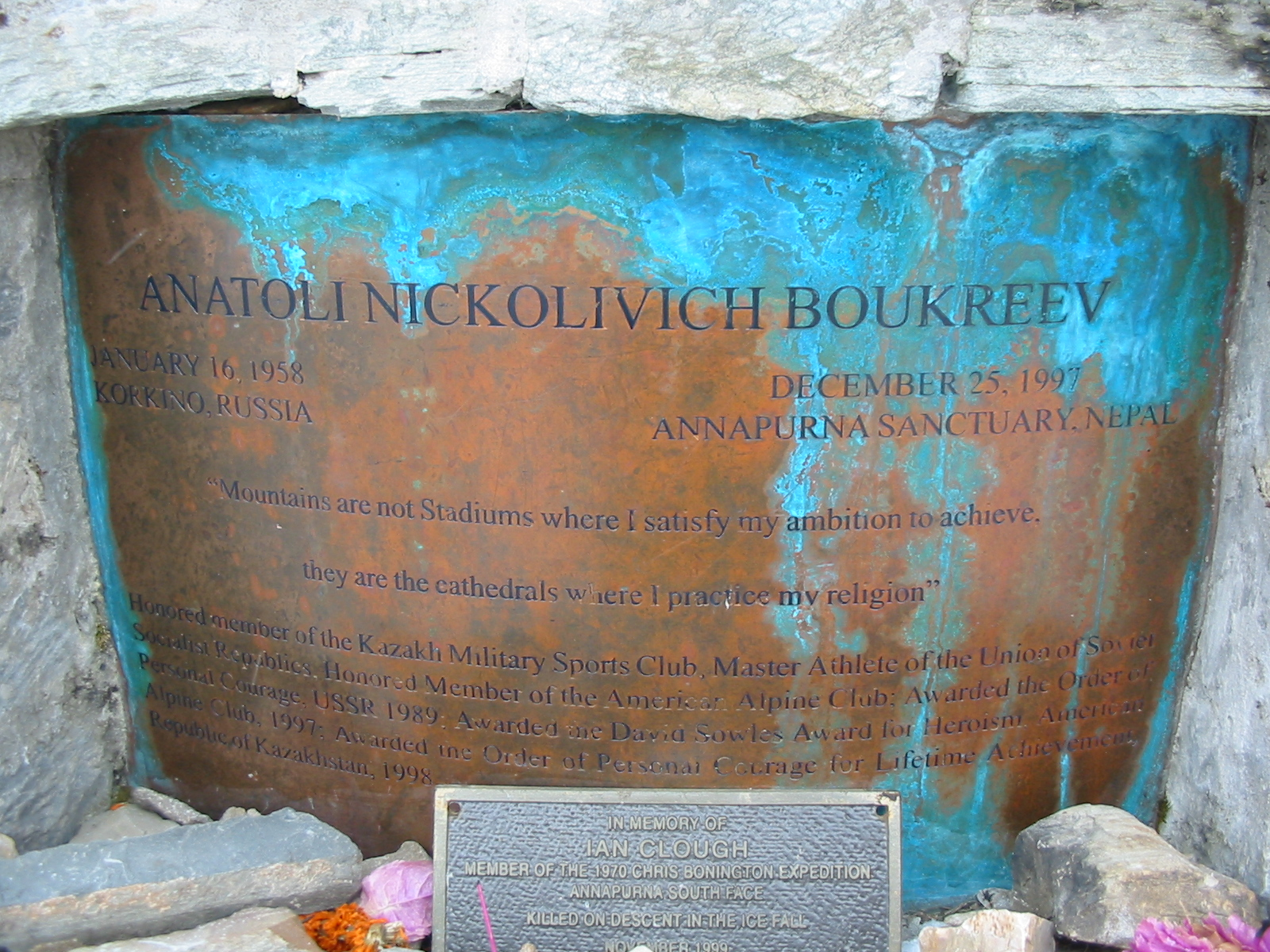
Pomník Anatolije Bukrejeva v BC pod Annapurnou

 Na konci roku 1997 odjel Bukrejev spolu s dalším kazašským lezcem Dmitrijem Sobolevem a Simone Morem z Itálie pokusit se zdolat jižní stěnu Annapurny. Zde je během zajišťování trasy fixními lany zasáhla lavina. Jako jediný z této trojice přežil italský lezec Simone Moro, který poté sestoupil do základního tábora a odletěl do Káthmándú. Pátrání po Bukrejevovi a Sobolevovi bylo neúspěšné a oba horolezci byli na počátku roku 1998 prohlášeni za mrtvé.

### Úspěšné výstupy na osmitisícovky
- 1989 Kančendženga (8586 m n. m.) – nová cesta a přechod 4 vrcholů
- 1991 Dhaulágirí (8167 m n. m.) – nová cesta
- 1991 Mount Everest (8849 m n. m.)
- 1993 K2 (8611 m n. m.)
- 1994 Makalu (8463 m n. m.)
- 1995 Mount Everest (8849 m n. m.)
- 1995 Dhaulágirí (8167 m n. m.) – rychlostní rekord
- 1995 Manáslu (8163 m n. m.)
- 1996 Mount Everest (8849 m n. m.)
- 1996 Lhoce (8516 m n. m.) – sólo výstup, rychlostní rekord
- 1996 Čo Oju (8201 m n. m.)
- 1996 Šiša Pangma (8027 m n. m.)
- 1997 Mount Everest (8849 m n. m.)
- 1997 Lhoce (8516 m n. m.)
- 1997 Broad Peak (8047 m n. m.) – sólo výstup
- 1997 Gašerbrum II (8035 m n. m.) – sólo výstup

### Další úspěšné výstupy
- 1987 Pik Lenina (7137 m n. m.)
- 1990 Denali (6190 m n. m.)
- 1990 Denali (6190 m n. m.)
- 1993 Denali (6190 m n. m.)